# 가온음
가온음(mediant)은 온음계의 세 번째 음이다. 장음계의 "미", 단음계의 "도", 장음계에서 2, 3, 6, 7음을 반음 내린 것의 "솔"에 해당한다. 온음계의 3번째 음계(음계 3도)로 으뜸음과 딸림음 사이의 중간 음이다. 계명창 체계에서는 중간 음표가 미(mi)로 노래된다. 5도 음계는 거의 항상 완전 5도이지만 중앙값은 장3도 또는 단3도일 수 있다.
쉔케리안 분석가들은 중위(3도)를 토닉 코드의 공통 톤이기 때문에 토닉의 확장 또는 확장으로 간주한다. 따라서 토닉 3화음의 3도는 중위 iii 음표이기도 하다. 게다가 섭화음 vi의 5도는 중위 iii 음이기도 하다. 반면, 휴고 리만(Hugo Riemann)의 독일 이론에서는 장조의 중위 평행선(Dp)과 단조의 강성 평행선(tP)으로 간주된다.